# 横須賀共済病院分院
横須賀共済病院分院（よこすかきょうさいびょういんぶんいん）は、かつて国家公務員共済組合連合会が運営していた医療機関。1946年から2009年まで独立した病院であったが、再度横須賀共済病院に併合された。

## 沿革
神奈川県三浦半島の中核都市である横須賀市北端の船越町に位置し、逗子市沼間地区に接している。海軍横須賀造船所は1886年（明治19年）兵器製造工場を船越新田に開設し、1903年（明治36年）に海軍工廠造兵部となった。水雷や機銃、無線、電気、砲熕工場などがあった。
その職員のため1914年（大正3年）12月に横須賀海軍工廠長浦職工共済会病院として誕生した。当時の建物として1937年（昭和12年）に建てられた第三病棟（現在の厚生棟）が残っている。1945年（昭和20年）終戦を迎え、海軍から財団法人共済協会へ承継、同年12月に横須賀共済病院長浦分院となった。1946年（翌昭和21年）4月田浦共済病院として独立した。1950年（昭和25年）12月には「旧令による共済組合等からの年金受給者のための特別措置法（1950年（昭和25年）12月12日・法律266号）」により共済協会は解散することとなり、国家公務員共済組合連合会（当時は非現業共済組合連合会）へ承継され、旧海軍共済組合の病院を引き継いだ全国で10ある旧令病院の一つとなった。地理的名称を合致させるために1987年（昭和62年）12月1日に横須賀北部共済病院と改称した。
地域の高齢者人口率は高く自治会によっては30%を上回っている。そのため、1994年（平成6年）8月に特例許可老人病院として一部病床を転用し、介護保険制度の整備に伴い2000年（平成12年）4月に介護療養型医療施設と療養型病床群を設け、急性期と慢性期のケアミックス医療を行っている。
2009年（平成21年）4月、再度、横須賀共済病院に併合され横須賀共済病院分院となり、診療科目の整備縮小が行われた。
2015年（平成27年）6月30日に閉院した。

## 概要
- 診療科：内科・外科・整形外科リハビリテーション科・皮膚科・泌尿器科・眼科・耳鼻咽喉科・麻酔科・脳神経外科 （外来のみ：形成美容外科・婦人科）
- 病床数：174床
  - 一般病床92床
  - 医療保険対応療養病床46床
  - 介護療養型医療施設36床

## 住所・電話
- 〒237-8588 神奈川県横須賀市船越町1-8

郵便番号は事業所の個別郵便番号を設定している。

## 交通機関
- 京急本線京急田浦駅より徒歩10分
- 横須賀線田浦駅より徒歩16分
- 湘南京急バス八31 北部共済病院バス停よりすぐ
- 京浜急行バス逗20 北部共済病院バス停よりすぐ
- 横浜京急バス田17
  - 北部共済病院バス停よりすぐ（追浜駅行きは北部共済病院バス停を通過する）
  - 東芝前バス停より徒歩5分

## 旧令特別措置法
附則 3 連合会は、第3条第1項の規定により共済協会から承継した施設のうちに第8条の規定による業務以外の業務の用に供されるものがあるときは、当分の間、同条の規定による業務の外、引き続き当該施設を利用して当該業務を行うことができる。